# Wels
Wels är en stad i förbundslandet Oberösterreich i Österrike. Staden ligger 20 kilometer sydväst om Linz vid floden Traun. Kommunen har 65 287 invånare (2024).
Wels är en stad med egen statut, vilket innebär att den inte ingår i något distrikt. Den är dock huvudort för distriktet Wels-Land som omger staden.
Strax norr om staden ligger allmänflygplatsen Flugplatz Wels.

## Orter
Kommunen består av 37 orter (Ortschaften) (inom parentes invånarantal 1 januari 2024):

- Aichberg (140)
- Au (26)
- Berg (253)
- Bernardin (4 820)
- Brandln (2 956)
- Dickerldorf (1 045)
- Doppelgraben (19)
- Eben (56)
- Gaßl (21)
- Grabenhof (32)
- Haidl (1 927)
- Hochpoint (1 655)
- Höllwiesen (113)
- Hölzl (80)
- Kirchham (53)
- Laahen (5 611)
- Lichtenegg (6 499)
- Mitterlaab (70)
- Niederthan (757)
- Nöham (122)
- Oberhaid (5 085)
- Oberhart (1 022)
- Oberlaab (33)
- Oberthan (230)
- Pernau (1 029)
- Puchberg (96)
- Roithen (142)
- Rosenau (450)
- Schafwiesen (2 241)
- Stadlhof (460)
- Trausenegg (115)
- Untereisenfeld (1 028)
- Unterleithen (345)
- Waidhausen (207)
- Wels (18 183)
- Wimpassing (6 212)
- Wispl (2 154)